# Утакмице фудбалске репрезентације Мађарске 1979.
| Домаћин | Гост |

Фудбалска репрезентација Мађарске је током 1979. године одиграла осам званичних утакмица. У доста неуспешној А репрезентацији на овогодишњих осам утакмица уведено је четрнаест нових играча. Тада су се тиму придружили Куташи, Бурча, Бороштјан, Жибораш, Шаламон, Бодоњ.
Поред ових осам утакмица А репрезентације, олимпијска репрезентација Мађарске је одиграла пет квалификационих утакмица за Летње олимпијске игре 1980. на које није успела да се квалификује.
Нови савезни селектор је постао др. Карољ Лакат. Претходно, он је као партнер Рудолфа Иловског, са олимпијским тимом два пута је освајао златну олимпијску медаљу, 1964. и 1968. године, и сребрну 1972. године. У овом циклусу се баш и није показао, водио је само шест утакмица. Највише се памти пораз од 2 : 0 на домаћем терену, на Непстадиону, од репрезентације Сједињених Држава. 
Савезни селектори националног тима у овом периоду су били:
- Ференц Ковач (536 — 539.)
- Карољ Лакат (540 — 543.)[note 2]

## Утакмице
| Мађарска                             | 3 : 0 (1 : 0) | Источна Немачка |
| ------------------------------------ | ------------- | --------------- |
| Теречик 16’ · Тиебер 59’ · Татар 67’ | Извештај      |                 |

| Пољска   | 1 : 1 (0 : 0) | Мађарска  |
| -------- | ------------- | --------- |
| Лато 67’ | Извештај      | 72’ Татар |

| Румунија                 | 2 : 0 (1 : 0) | Мађарска |
| ------------------------ | ------------- | -------- |
| Јованеску 28’ · Раду 73’ | Извештај      |          |

| Мађарска | 0 : 0    | Грчка |
| -------- | -------- | ----- |
|          | Извештај |       |

| Совјетски Савез                       | 2 : 2 (1 : 1) | Мађарска}              |
| ------------------------------------- | ------------- | ---------------------- |
| Ј. И. Чесноков 24’ · Р. Шенгелија 75’ | Извештај      | 34’ Татар · 63’ Пустаи |

| Мађарска                                | 3 : 0 (1 : 0) | Румунија |
| --------------------------------------- | ------------- | -------- |
| Фекете 17’ · Бороштјан 34’ · Л. Киш 78’ | Извештај      |          |

| Мађарска                   | 2 : 1 (2 : 0) | Чехословачка} |
| -------------------------- | ------------- | ------------- |
| Татар 11’ (пен) · Кути 39’ | Извештај      | 82’ Пањенка   |

| Аустрија                                             | 3 : 1 (1 : 0) | Мађарска}  |
| ---------------------------------------------------- | ------------- | ---------- |
| Х. Прохаска 18’ (пен) 56’ (пен) · Г. Штајнкоглер 76’ | Извештај      | 74’ Фекете |

| Мађарска                   | 3 : 1 (2 : 0) | Финска}        |
| -------------------------- | ------------- | -------------- |
| Фекете 25’ 44’ · Татар 49’ | Извештај      | 47’ М. Тоивола |

| Мађарска | 0 : 2 (0 : 0) | Сједињене Државе                  |
| -------- | ------------- | --------------------------------- |
|          | Извештај      | 71’ Л. Нанчоф · 85’ А. Дибернардо |

| Пољска      | 1 : 0 (1 : 0) | Мађарска |
| ----------- | ------------- | -------- |
| М. Кусто 2’ | Извештај      |          |

| Мађарска                     | 2 : 0 (1 : 0) | Пољска |
| ---------------------------- | ------------- | ------ |
| Л. Киш 43’ · Татар 55’ (пен) | Извештај      |        |

| Мађарска                               | 3 : 0 (3 : 0) | Чехословачка |
| -------------------------------------- | ------------- | ------------ |
| Татар 21’ · Л. Каршаи 25’ · Л. Киш 38’ | Извештај      |              |

## Голгетери у 1979.
| - Ласло Киш |

## Извори и спољашње везе
- Dénes Tamás-Rochy Zoltán. A 700. után. Rochy és Társa. ISBN 963-04-7169-8.
- Све утакмице репрезентације Мађарске
- „Репрезентација Мађарске на фудбалској бази података”. Архивирано из оригинала 14. 09. 2009. г.
- „Утакмице репрезентације Мађарске (1979)”. Архивирано из оригинала 29. 08. 2009. г.
- Квалификације за ЛОИ 1980
- Олимпијске квалификационе утакмице
- Утакмице репрезентације Мађарске на мађарфудбалу, разне године
- Утакмице репрезентације Мађарске на мађарфудбалу, разне године